# Sergei Wiktorowitsch Slepow
Sergei Wiktorowitsch Slepow (russisch Сергей Викторович Слепов; engl. Transkription: Sergey Viktorovich Slepov; * 19. Mai 1999 in Jekaterinburg) ist ein russischer Fußballspieler, der aktuell als rechter Außenverteidiger beim FK Dynamo Moskau spielt.

## Karriere

### Verein
Slepow spielte in der Jugendakademie des FK Dynamo Moskau. In der Saison 2016/17 spielte er für die zweite Mannschaft in der Perwenstwo FNL. Er debütierte am 7. Mai 2017 (22. Spieltag) beim 2:1 gegen ZRFSO Smolensk, als er eine Hälfte auf dem Platz stand. Einen Spieltag später konnte er gegen Strogino Moskau ein Tor und eine Vorlage erzielen. In der folgenden Saison kam er in der U19 zum Einsatz und schoss ein Tor in 21 Spielen. 2018/19 spielte er 18 Mal und legte zwei Tore vor. In der Folgesaison leistete er schon für vier Tore in 19 Spielen die Vorarbeit. Die Spielzeit 2020/21 begann er am 1. Spieltag mit seinem Debüt für die Profis, als er zu einem Kurzeinsatz gegen Ural Jekaterinburg in der Premjer-Liga kam. Die restliche Saison bekam er noch einige Kurzeinsätze im Team von Sandro Schwarz, kam aber hauptsächlich in der zweiten Mannschaft zum Einsatz.

### Nationalmannschaft
Slepow kam bislang zu fünf Einsätzen im U-17-Team der Russen.

## Erfolge
- U19 Premjer-Liga: 2020